# Shadowline
Shadowline är ett amerikanskt företag som tillverkar och saluför damnattkläder, damunderkläder och myskläder. Företaget grundades 1946 av Sherrod Salsbury, Jr. År 2008 köptes Shadowline av Alan Rifkin, ägare av Velrose Lingerie, grundat 1914 av William och Rose Rifkin. Shadowline har gjort sig känt för sina särskilt tunna, skira nattlinnen.

## Bilder

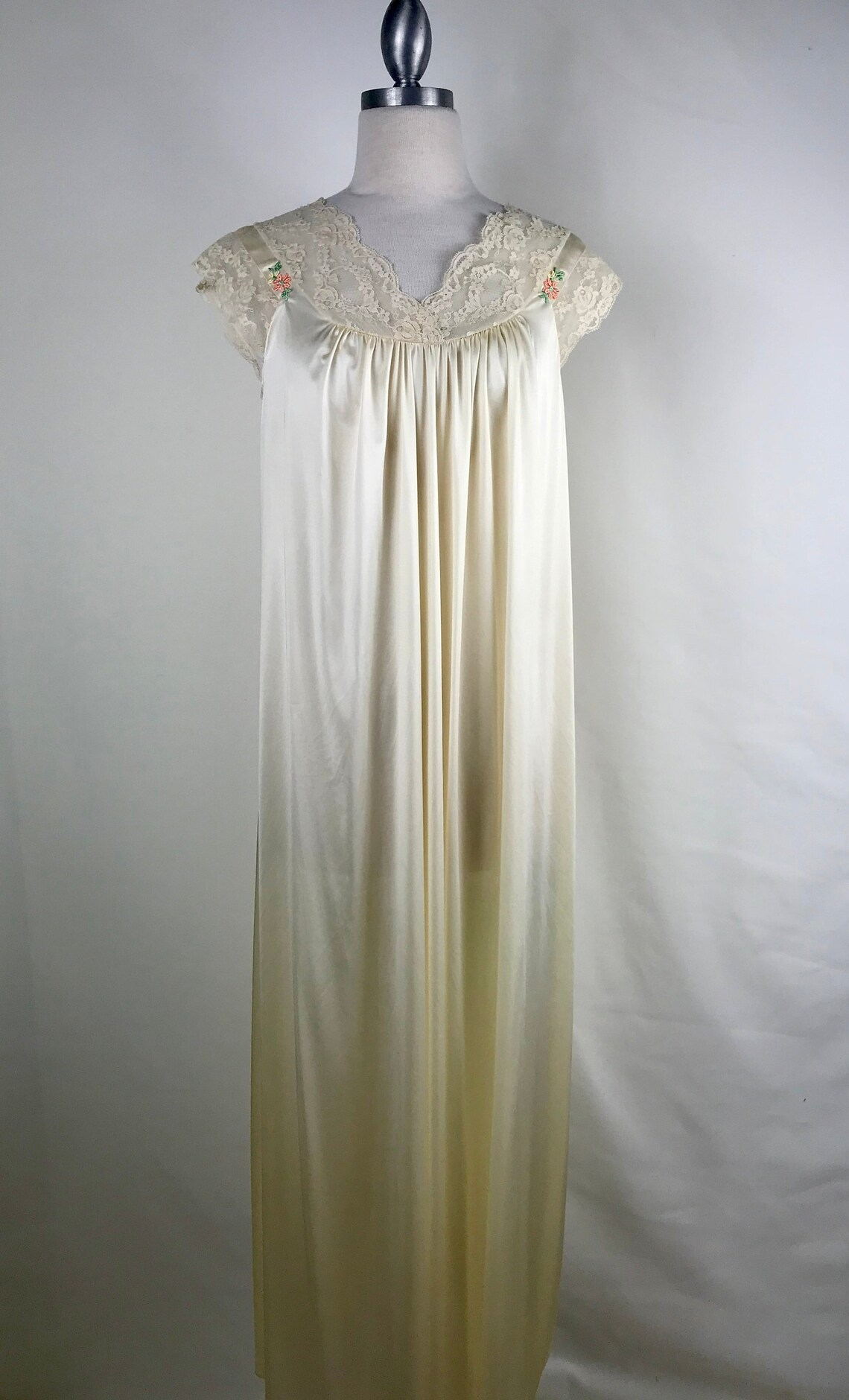
Hellångt nattlinne i färgen "cream".
Hellångt nattlinne i färgen "ivory".

### Webbkällor
- Bramlett, Lizzie (17 juli 2010). ”Shadowline” (på engelska). Vintage Fashion Guild. http://vintagefashionguild.org/label-resource/shadowline/. Läst 16 oktober 2017.
- ”Classic Quality” (på engelska). Curvexpo. 22 juli 2016. http://www.curvexpo.com/classic-styles-quality-fabrics/. Läst 16 oktober 2017.
- Torres Price, Amanda (15 april 2010). ”Velrose Re-Launches Shadowline” (på engelska). Body Magazine. http://www.bodymagazine.us/news.php?idArticles=1363. Läst 16 oktober 2017.